# Восточноломбардское наречие
Восточноломбардское наречие (оробийское) — группа диалектов ломбардского языка, употребляемых в восточной части Ломбардии, в основном в провинциях Бергамо, Брешиа, Мантуя и в западной части Тренто.
В италоязычном контексте восточноломбардское наречие ошибочно называют диалектом итальянского языка, однако оно входит в состав ломбардского языка. Восточноломбардский и итальянский языки различны и взаимонепонятны из-за лексических, фонетических и грамматических различий.
На данный момент восточноломбардское наречие не имеет официального статуса в Ломбардии или где-либо ещё. Единственный официальный язык в Ломбардии — итальянский.

## Диалекты
Восточноломбардское наречие делится на следующие диалекты:
- бергамский диалект (bergamasco) — провинция Бергамо
- кремский (cremasco) — на юге провинции Бергамо и северо-западе провинции Кремона, вокруг города Крема
- брешийский (bresciano) — провинция Брешиа, включая говоры нижней и средней Камоники, Лумеццане, Багосса и Рендене;
  - верхне-мантуйские говоры (alto mantovano) — север провинции Мантуя; близки юго-восточным говорам брешийского;
- западно-трентинский диалект (trentino occidentale) — в западной части провинции Тренто;
- восточно-альпийский диалект (alpino-orientale):
  - бормийский говор (bormino) — Бормио на востоке провинции Сондрио
  - ливиньский говор (livignasco) — Ливиньо на востоке провинции Сондрио
  - вернекамунийские говоры (alto camuno) — не путать с древним камунийским языком